# Ghiacciaio Wahl
Il ghiacciaio Wahl è un ghiacciaio tributario lungo circa 18 km situato sulla costa di Shackleton, all'interno della regione sud-occidentale della Dipendenza di Ross, nell'Antartide orientale. Il ghiacciaio, il cui punto più alto si trova a circa 2200 m s.l.m., fluisce verso nord-ovest partendo dal versante nord-occidentale dell'altopiano Grindley, nei monti della Regina Alessandra, e scorrendo fino a unire il proprio flusso quello del ghiacciaio Lennox-King.

## Storia
Il ghiacciaio Wahl è stato scoperto durante la spedizione Nimrod (conosciuta anche come spedizione antartica britannica 1907-09), condotta dal 1907 al 1909 e comandata da Ernest Henry Shackleton, ma è stato così battezzato solo in seguito dal Comitato consultivo dei nomi antartici in onore di Bruno W. Wahl, un fisico ed esperto di missilistica tedesco che trascorse la stagione 1961-62 presso la stazione McMurdo per effettuare misurazioni inerenti alle fasce di Van Allen. Egli è stato anche il primo tedesco a raggiungere il Polo Sud, dove arrivò nel 1961.